# Владимир Маминов
Владимир Маминов е бивш руски футболист от узбекски произход.

## Кариера
През цялата си кариера играе за един отбор – Локомотив Москва. Владимир има общо 400 мача за Локомотив във всички турнири. Той изкарва в Локо общо 15 сезона. Това е рекорд за най-много сезони в един тим в РФПЛ. Номер 1 в списъка 33 най-добри през 2004 и номер 2 през 2002 и 2003.

## Като треньор
На 28 април 2009 поема Локомотив временно, след като доскорошният треньор Рашид Рахимов е уволнен. От 1 юни 2009 е помощник-треньор на Юрий Сьомин. На 31 март 2011 получава лиценз „А“.
От юни 2011 отново е временен треньор на Локомотив. След идването на новия треньор Жозе Косейро, Маминов тренира дублиращия тим на „железничарите“. От началото на 2014 г. е помощник на Ринат Билялетдинов в Рубин Казан, но тъй като последният няма лиценз Pro, Маминов е регистриран като старши треньор.

## Статистика
| Сезон | Отбор              | Мачове | Голове |
| ----- | ------------------ | ------ | ------ |
| 1993  | Локомотив (Москва) | 2      | 0      |
| 1994  | Локомотив (Москва) | 11     | 1      |
| 1995  | Локомотив (Москва) | 11     | 1      |
| 1996  | Локомотив (Москва) | 31     | 3      |
| 1997  | Локомотив (Москва) | 31     | 6      |
| 1998  | Локомотив (Москва) | 19     | 3      |
| 1999  | Локомотив (Москва) | 22     | 3      |
| 2000  | Локомотив (Москва) | 17     | 2      |
| 2001  | Локомотив (Москва) | 25     | 5      |
| 2002  | Локомотив (Москва) | 29     | 4      |
| 2003  | Локомотив (Москва) | 24     | 2      |
| 2004  | Локомотив (Москва) | 18     | 1      |
| 2005  | Локомотив (Москва) | 20     | 0      |
| 2006  | Локомотив (Москва) | 5      | 0      |
| 2007  | Локомотив (Москва) | 9      | 0      |
| 2008  | Локомотив (Москва) | 17     | 0      |